# The Heart Is Deceitful Above All Things
The Heart Is Deceitful Above All Things és una pel·lícula dramàtica del 2004 coescrita i dirigida per Asia Argento i protagonitzada per Argento, Jimmy Bennett, Dylan Sprouse i Cole Sprouse (amb Bennett i els germans Sprouse compartint el paper de Jeremiah). El guió d'Argento i Alessandro Magania es basa en la novel·la homònima de JT LeRoy. La pel·lícula va rebre una estrena limitada a Amèrica del Nord el 10 de març de 2006, poc després que Laura Albert es revelés que era l'autor real dels llibres de JT LeRoy.
La pel·lícula tracta d'una relació trencada entre Sarah, una drogodependent, i el seu fill petit, Jeremiah. La seva vida junts està marcada per l'abús de substàncies de la Sarah. El títol està extret del Jeremies 17:9.

## Argument
Sarah (Asia Argento) és la jove mare de Jeremiah que el fa tornar a viure amb ella després de passar els seus primers anys amb una família d'acollida estable. La seva vida aviat es torna agitada amb la Sarah no només donant drogues al seu fill petit, sinó també donant-li una vida caòtica a la carretera.
La Sarah s'involucra amb una sèrie d'homes que la tracten malament a ella i en Jeremiah (Jimmy Bennett), de set anys, i els fa servir com a excusa per abandonar el seu fill. Ella desapareix a Atlantic City amb el seu xicot, Emerson (Jeremy Renner), i després l'abandona; Emerson torna a casa seva i viola a Jeremiah. Després d'un viatge a l'hospital, l'àvia de Jeremiah (Ornella Muti) el porta a Virgínia Occidental, on el seu avi (Peter Fonda) dirigeix un culte cristià radical. Després d'haver estat tres anys amb el culte, Sarah torna per recuperar el nen Jeremiah (Dylan i Cole Sprouse, d'11 anys.
L'actual amant de Sarah, Kenny (Matt Schulze), un camioner, finalment els abandona en una parada de camions mentre la Sarah ho sol·licita. La Sarah s'adona que si vol mantenir els seus homes, no pot dir que Jeremiah és el seu fill. Ella persuadeix a Jeremiah de fer-se transformisme perquè pugui actuar com la seva "germana petita"; i el transvestisme de Jeremiah evoluciona per incloure les tècniques de seducció de la seva mare. Després de disfressar-se com una versió de "ninot" de Sarah, que consistia en el seu maquillatge, el seu camisó de nit blanc i les seves botes de taló alt vermells, Jeremiah sedueix Jackson (Marilyn Manson), l'últim home de la seva mare, que inicialment intenta rebutjar. el nen avança, però després cedeix. La Sarah està furiosa amb Jackson per cedir als avenços del nen i també amb Jeremiah per arruïnar-li les calces amb gotes de sang. Aleshores agafa Jeremies i marxa.
Més tard, es troben en una casa on el soterrani allotja un laboratori de metamfetamina, que després explota amb l'últim xicot de la Sarah dins. Després de fugir, i mentre es desintoxica de la metamfetamina, la Sarah està convençuda que tothom els persegueix i que només alguns aliments són comestibles (principalment patates fregides i refresc ensucrat). Ella convenç a Jeremiah que si mengen qualsevol cosa que no sigui aquests aliments, seran enverinats, cosa que els portarà a un intent fallit de robar en una botiga de queviures; després, Jeremiah troba i es menja una hamburguesa d'un contenidor. La seva mare, en estat de "meth psicosi", està convençuda que el menjar que menjava era verí, i li fa beure ipecac per tal de millorar-lo i desfer-lo de qualsevol "verí".
Jeremiah es desperta a l'hospital amb la seva àvia al seu costat. Ella li diu que la Sarah és a la sala de psiquiatria. Més tard aquella nit, Sarah recull en Jeremiah a la seva habitació de l'hospital i, en comptes de fer-lo tornar al culte, li agafa la mà i se'n van al món amb les seves bates d'hospital. L'escena final és de Sarah i Jeremiah marxant.

## Repartiment
- Asia Argento com a Sarah
- Jimmy Bennett com el jove Jeremiah
  - Dylan i Cole Sprouse com el gran Jeremiah
- Marilyn Manson com a Jackson
- Peter Fonda com a avi
- Ornella Muti com a àvia
- Kip Pardue com a Luther
- Jeremy Renner com Emerson
- John Robinson com Aaron
- Ben Foster com a Fleshy Boy
- Michael Pitt com a Buddy
- Jeremy Sisto com a Chester
- Matt Schulze com a Kenny
- Winona Ryder com a psicòloga (sense acreditar)
- Tim Armstrong com a Stinky (sense acreditar; Armstrong també va contribuir a la banda sonora)
- Vera Aldridge com a noia a la botiga de queviures

## Banda sonora
Tot i que la banda sonora de la pel·lícula no es va publicar mai comercialment, aquí teniu una llista de diferents cançons que apareixen a la pel·lícula, juntament amb les escenes en què es reprodueixen.
- "Born to Be Dizzy" - The Starlite Desperation (La Sarah i Jeremiah s'allunyen de l'hospital)
- "Karen Koltrane (versió trumental)" – Sonic Youth (Jeremiah dibuixa a les parets)
- "Beautiful Plateau" - Sonic Youth (La Sarah i Jeremiah s'allunyen de l'explosió del laboratori de metanfetamina)
- "Linda Lovelace" - David Allen Coe (Kenny deixa a Jeremiah sol al camió després de "netejar")
- "She Said" - Hasil Adkins (La Sarah rep Jeremiah i coneix Kenny)
- "Moskrat" - Pagoda (Al final, quan Jeremies surt del sopar)
- "Mickey Mouse Is Dead (en viu)" – The Subhumans (Abans que Kenny canviï la cinta)
- "Two Time Girl" - Knoxville Girls (després que Kenny s'atura per aconseguir la cinta de Sarah)
- "There He Goes" (portada de Asia Argento) - Loretta Lynn (Al club de striptease amb Sarah)

## Recepció
The Heart Is Deceitful Above All Things va rebre crítiques mixtes i negatives de la crítica. El lloc web de l'Agregador de ressenyes Rotten Tomatoes informa d'una puntuació del 40% basada en 50 ressenyes. El consens del lloc afirma: "La pel·lícula té com a objectiu sorprendre, però no hi ha una raó més gran per a la desfilada d'imatges sòrdides excepte per ser 'cool'." A Metacritic, la pel·lícula té una puntuació de 27 sobre 100 basada en 22 crítics, que indica "crítiques generalment desfavorables".
Bennett interpretant el fill del seu personatge en aquesta pel·lícula es va fer referència a les posteriors denúncies de que Argento el va agredir sexualment el 2018 quan tenia 17 anys
Bennett.